# Касаткин, Павел Ефимович
Павел Ефимович Касаткин  (1 декабря (14 декабря) 1915), с. Семёно-Александровка, Воронежской губернии — 19 мая 1987, Воронеж — советский поэт, журналист, врач

## Биография
Павел Ефимович Касаткин родился  01 декабря ( 14 )  декабря  1915  в селе Семёно-Александровка Бобровского уезд Воронежской губернии в крестьянской семье.
Он был шестым ребёнком и детство характеризовалось бедностью и сельской жизнью.
Он рано потерял мать, и за ним ухаживала мачеха. Он окончил Сельскохозяйственную школу в Боброве. Вскоре после этого он переехал в Ленинград для продолжения учёбы.
1936 он окончил Ленинградский медицинский техникум, стал врачом (1936) и был призван служить в Красную армию.
Служил в Монголии до своего отъезда в 1948 году.
Павел Касаткин участвовал в Советско-Японской войне в качестве фельдшера. Там он помогал солдатам, независимо от того, были они друзьями или врагами.
Павел Касаткин участвовал в боях на реке Халхин-Гол, в войне против Японии.
Он начал печататься с 1938 года. Его произведения публиковались в коллективных сборниках, изданных в Иркутске (1942) и Улан-Удэ (1947). В 1948 году вернулся в свой родной Воронеж. Там он проработал начальником медицинского пункта в Боброве до 1950 года. В 1950 году перешел на журналистскую работу.
В 1953 году в Воронеже вышла первая книга его стихов «Родная степь».
В 1958 году он окончил Воронежскую высшую партийную школу.
В 1960 году Касаткин стал членом Союза писателей СССР по личному приглашению из Москва (членский билет № 2954).
В 1962 году Касаткин был принят в Литературныи Фонд СССР (членский билет № 6252).
В 1975 году награждён орденом «Знак Почёта» за заслуги перед местной и советской литературой.
В 19 Май 1987 Касаткин умер в своем родном городе Воронеже от рака.

### Личная жизнь
Во время совместной учёбы познакомился со своей будущей женой Антониной Николаевной Магазинской (1919—2014).
13 октября 1938 года Касаткин женился. Он были женаты до его смерти в 1987 году.
В 1939 году родился в Монголии его сын Эдуард Павлович.
Его второй ребёнок, дочь Тамара, родилась в Воронеже в 1951 году.

### Заслуги
Литературное вдохновение Касаткин черпал в журналистской деятельности и путешествиях по родным краям.
Поэтому критики называли его «певцом родного края».
Его сравнивали с писателем и поэтом Алексеем Васильевичем Кольцовым.
Его стихи и поэмы публиковались в журналах и газетах.
О себе писал автор в предисловии к своему второму сборнику стихов «Придонье» (1959): «Часть моей биографии — в стихах о деревне, которую люблю с детства и воспеваю по мере моих сил и способностей».

### Награды
- 1945 Медаль «За победу над Японией»
- 1948 Медаль «За боевые заслуги»
- 1948 Медаль за заслуги перед Монголией в борьбе с Японией
- 1972 Нагрудный знак «Отличник культурного Шефства над вооруженными силами СССР»
- 1975 Орден «Знак Почёта»
- 1981 Медаль к 40-летию победы на Халхин-Голе (монгольский: «Халхын Голын Яалат Медалийн Унзмлзх»)
- 1985 Орден Отечественной войны[3]

## Книги
- «Родная степь», Воронежское Книжное Издательство, Воронеж, 1953 г.
- «Придонье», Воронежское Книжное Издательство, Воронеж, 1959 г.
- «Золотые ливни», Воронежское Книжное Издательство, Воронеж, 1961 г.
- «Воронежские плесы», Воронежское Книжное Издательство, Воронеж, 1963 г.
- «Зимняя сказка», Центрально-Чернозёмное книжное издательство, Воронеж, 1965 г.
- «Земля Кольцова», Издательство «Советская Россия», Москва, 1965 г.
- «Степная радуга», Центрально-Чернозёмное книжное издательство, Воронеж, 1967 г.
- «Монолог весны», Центрально-Чернозёмное книжное издательство, Воронеж, 1970 г.
- «Соловьи», Центрально-Чернозёмное книжное издательство, Воронеж, 1973 г.
- «На лугу», Центрально-Чернозёмное книжное издательство, Воронеж, 1975 г.
- «Мое поле», Центрально-Чернозёмное книжное издательство, Воронеж, 1979 г., Классификация Библиотеки Конгресса: PG3482.5.S29 M6
- «Своей тропинкой», Центрально-Чернозёмное книжное издательство, 1984 г., Классификация Библиотеки Конгресса: MLCS 84/13319 (P)
- «Заповедная сторона», Центрально-Чернозёмное книжное издательство, Воронеж, 1987 г.

## Коллективные Сборники
- «На боевом посту», Иркутское областное издательство, Иркутск,1942 г.
- «Проталины», Издательство «Советская Россия», Москва,1984 г.

## Журналы / Газеты
- «Коммуна», Различные издания, нап. 13 Ноябрь 1984 г.
- «Подъём», Различные издания, нап. Январь 1984 г.

## Стихи под Mузыку
- «Балалайка», Русский гос. Воронежский Нар. Хор, 1968
- «Песня о Воронеже»
- «Песня О Мануковцах», Русский гос. Воронежский Нар. Хор, 1961[4]